# Масленников, Николай Арсеньевич
Масленников Николай Арсеньевич (19 декабря 1916, г.Молочанск Токмакского района Запорожской области — 13 февраля 1986, г.Харьков) — партийный деятель, ученый, ректор Харьковского авиационного института (ХАИ) (ныне Национальный аэрокосмический университет имени Н. Е. Жуковского "Харьковский авиационный институт") .

## Краткая биография
Отец, Арсений Иванович, питерский рабочий, токарь, коммунист с дореволюционным стажем, участник трех революций, красный партизан, расстрелян белогвардейцами в 1918 году. Мать и единственная сестра во время Великой Отечественной войны добровольцами уходили на фронт.
Родился 19 декабря 1916 в г.Молочанск Токмакского района Запорожской области.
1930 — 1940 —  член ВЛКСМ, член профсоюза Работников авиационной промышленности.
1931 — 1932 — старший пионервожатый 2-й Ново-Молочанской фабрично-заводской семилетки .
1932 — 1933 — учёба на подготовительных курсах в Финансово-учётном институте г.Одессы.
1932 — окончание Молочанской фабрично-заводской семилетки. Пионер. Старший пионервожатый школы. Моторист и секретарь комсомольской организации совхоза им.К.Либкнехта. 
1933 — 1934 — моторист в совхозе "Пионер". 
1934 — 1937 — студент Харьковского Опорного Индустриального рабфака ХАИ. 
1937 — 1946 — окончил полный курс ХАИ по специальности "моторостроение", присвоена квалификация "инженера-технолога по авиамоторостроению". 
1939 — член ВКП(б). 
1938 — 1940 — освобожденный секретарь ЛКСМУ и редактор институтской многотиражной газеты. 
1940 — доброволец красноармеец и ответственный секретарь комсомольского бюро отдельного добровольческого комсомольского батальона. Добровольная служба на Финском фронте (единственный из института) в 210-м отдельном комсомольском добровольческом лыжном батальоне. 
1941 — зачислен на должность лаборанта кафедры технологии металлов. С началом Великой Отечественной войны прерывает учёбу и добровольно просится на фронт в 1941, 42 и 43 годах, но в итоге был направлен на партийную работу: вначале - заместитель начальника политотдела Больше-Тарханской МТС (Татарская АССР) с 1942 по 1943, а потом решением ЦК – в освобожденные районы Украины начальником политотдела Велико-Бурлукской МТС (Харьковская область) в 1943 году. 
1946 — старший лаборант кафедры Марксизма-Ленинизма.   
1946 — 1952 — секретарь партбюро парторганизации ХАИ.   
1947 — ассистент кафедры "технологии металлов" на факультете "Авиационные двигатели".
1951 — старший преподаватель кафедры "Технология металлов"  факультета "авиационных двигателей".   
1952 — первый секретарь Киевского РК КПУ. Депутат Кагановичского Райсовета г.Харьков.   
1955 — решением ученого Совета Белорусского политехнического института им.И.В.Сталина присуждена ученая степень кандидата технических наук.   
1956 — решением Высшей аттестационной комиссии утвержден в ученом звании доцента кафедры "технологии металлов и металловедения".   
1957 — 1962 — заместитель директора (проректор)  по учебной работе.
1962 — исполняющий обязанности ректора института.   
1962 — 1976 —  ректор института.   
1976 — освобожден от должности ректора по собственному желанию (после внеочередного заседания парткома ХАИ 27/II-1976 г.).   
1976 — назначен доцентом кафедры "конструирование и производство радиоаппаратуры" (КПР) радиотехнического факультета (проработал 3 месяца).   
1977 — уволен с должности доцента кафедры КПР в связи с выходом на пенсию.   

## Семья
Был любящим мужем, отцом двух дочерей.
Супруга – Железнякова Лидия Яковлевна – была преподавателем ХПИ на кафедре философии.
Дочки Элеонора и Галина унаследовали жизненные принципы отца – выросли замечательными людьми и хорошими специалистами.

## Работа в должности ректора
На высоком уровне выполнял поставленные системой образования перед институтом задачи, за что неоднократно награждался и он и коллектив института. Помимо этого был очень инициативным и целеустремленным человеком и стремился создать на базе ХАИ, как он говорил "первый в стране ВТУЗ будущего" (или недалекого т.е. ближайшего будущего), в котором по апробированной практикой строгой системе готовился бы не только высококвалифицированный специалист, а и одновременно активный деятель, инициативный организатор, настоящий интеллигент, гармонически развитая личность.
За время его работы в должности проректора по учёбе, а затем и ректора, удалось следующее:
- существенно поднять, и так высокий, авторитет ХАИ, а сам институт вывести в десятку лучших ВУЗов СССР.
- значительно расширить материально-техническую базу института  и как следствие кратно расширить рабочий и студенческий коллективы (построено 34 объекта, также часть проектов были завершены после его ухода с должности. В общей сложности, по нынешним оценкам это 87% ХАИ. Были построены новые учебные корпуса и лаборатории, спортивные сооружения, общежития для студентов, дома молодых специалистов (ДМС) для сотрудников, база отдыха в Крыму в поселке "Рыбачье", ряд вспомогательных сооружений, а также начинается строительство "манежа" и актового зала, а также утвержден генеральный план института. Важную роль в этом сыграли студенческие стройотряды, "ВЗЛЕТы", инициатива и организаторские способности самого Масленникова Н.А. и его проректора по АХР (а ранее командира студенческих стройотрядов) Трунова Д.М., а также многих других людей из трудового коллектива ХАИ внесших большой вклад (как например, начальник штаба ударной комсомольской стройки ХАИ в (1968-1969) Нехорошев Б.Г.). Также процесс был оптимизирован за счет использования новых подходов полученных опытным путем и в ходе творческого поиска. На уровне города работу ректора и коллектива ХАИ активно поддерживал Г.И.Ващенко, а на уровне министерства В.П.Елютин).
- внедрить ряд возможностей и оборудования для улучшения учебного и научного процесса (аэродинамический комплекс - единственный в Украине, вычислительный центр - первый в ХАИ среди всех Харьковских ВУЗов. Собственная типография. Открыты советы по защите кандидатских (1966) и докторских (1969) диссертаций. Был принят и ряд других важных мер.)
- сделать институт рентабельным с выходом на самоокупаемость (это во многом было достигнуто через всемерное развитие в институте научной работы и внедрение её результатов в производство, всячески укрепляя и расширяя производственно-отраслевые связи кафедр и института в целом);
- принять меры по созданию и внедрению единого комплексного учебного плана подготовки высококвалифицированного специалиста и гармонически развитой личности.

## Научная деятельность
Как ученый Масленников Н.А. занимался вопросами технологического процесса фрикционной штамповки-вытяжки тонколистовых металлов. Материалы диссертации Масленникова Н.А. были переопубликованы в ФРГ, США и Англии. В Англии этот процесс так и назвали – «способ Масленникова», закрепив тем самым приоритет. Имеет 21 статью, 9 учебных пособий, и в целом более 70 научно-методических работ. Упоминания научных трудов Масленникова Н.А. можно найти также и в современных англоязычных зарубежных изданиях .
Имел ученую степень кандидата технических наук, и ученое звание доцента. Кроме этого руководил 4 аспирантами и вел работу над написанием докторской диссертации.

## Политическая деятельность
Как партийный деятель Масленников Н.А. избирался секретарем партбюро Харьковского авиационного института, был первым секретарем Киевского РК КПУ г. Харькова, также неоднократно становился депутатом районного городского Совета народных депутатов, был делегатом ХХІІІ съезда компартии Украины.

## Награды
1946 — медаль «За доблестный труд в Великой Отечественной войне 1941-1945 гг.»
1961 — указом  Президиума Верховного Совета СССР за большие заслуги в подготовке специалистов и развитии науки награждён орденом "Знак Почета".
1966 — за многолетнюю плодотворную работу по подготовке высококвалифицированных специалистов для авиационной промышленности, успешное проведение научных исследований и в связи с 50-летием со для рождения объявлена благодарность.
1967 — за большую работу по организации и проведению научно-исследовательских работ, внедрению законченных исследований в народное хозяйство объявлена благодарность.
1968 — за отличную подготовку санитарных дружин и выполнение мероприятий, связанных с подготовкой и проведением районных соревнований и учений по гражданской обороне объявлена благодарность.
1969 — за достигнутые успехи по гражданской обороне объявлена благодарность. 
1969 — за выполнение плана капитального строительства в 1968 г. по вузам Главного управления высшими учебными заведениями объявлена благодарность.
1969 — за успешное выполнение плана капитальных вложений в 1968 г. и высокие производственные показатели в работе объявлена благодарность
1970 — за отличную подготовку санитарных дружин к соревнованиям, за добросовестное выполнение мероприятий, связанных с организацией и проведением соревнований объявлена благодарность. 
1970 — за достигнутые успехи в деле подготовки высококвалифицированных специалистов, в развитии научных исследований, имеющих большое  народно-хозяйственное значение, а также в расширении учебно-лабораторной базы института объявлена благодарность и награждён Грамотой Министерства высшего и среднего специального образования СССР.
1971 — указом Президиума Верховного Совета СССР за успешное выполнение пятилетки по подготовке специалистов для народного хозяйства награждён орденом "Трудового Красного Знамени".
1972 — за активное участие в подготовке формирований к учениям и оборудованию района учений объявлена благодарность. 
1972 — за содействие успешному выполнению планов научных исследований в 1971 г., созданию и внедрению новой техники объявлена благодарность. 
1972 — за достигнутые успехи по выполнению взятых соцобязательств в честь 50-летия образования СССР и 40 годовщины гражданской обороны СССР и образцовое выполнение, решение задач, поставленных начальником ГО награждён нагрудным знаком "Отличник Гражданской обороны СССР". 
1972 — за создание и внедрение новой техники объявлена благодарность.
1973 — за отличную организацию обеспечения учения формирований медицинской службы района объявлена благодарность. 
1973 — Главный Комитет Выставки достижений народного хозяйства СССР постановил наградить Серебряной медалью. 
1973 — за плодотворную и многолетнюю работу, активное участие в деле подготовки высококвалифицированных специалистов и научно-педагогических кадров и в связи с 50-летием образования СССР награждён нагрудным значком "За отличные успехи в работе в области высшего образования СССР".
1974 — объявлена благодарность за научное руководство темой. Благодарность от Коллегии Министерства высшего и среднего специального образования СССР и Президиумом Центрального комитета профсоюза работников просвещения.

## Воспоминания о Масленникове
- Друг-одногруппник ЗЛЕНКО Алексей Николаевич (советский авиаконструктор, специалист в области авиамоторостроения, лауреат Ленинской премии 1960 г. за участие в разработке и создании двигателя АИ-20 пассажирского самолёта Ил-18) в своем письме охарактеризовал Масленникова словами: «Последний Корчагинец»
- Высоко ценил работу Масленникова Н.А. тогдашний Министр образования СССР Елютин В.П. и приглашал его работать в министерстве, но Масленников Н.А. остался верным ХАИ.
- Начальник штаба стройки (1968-1969) Нехорошев Б.Г. отмечает: «Те, кто работал с Николаем Арсеньевичем, помнят его порядочность, честность, умение мыслить по государственному, работать на перспективу. Он был целеустремленным, энергичным, одержимым в работе руководителем, умел рисковать и преодолевать любые объективные и субъективные препятствия ради ХАИ.»
- Проректор по финансово-хозяйственной деятельности и капстроительству ХАИ (1969-1981) Трунов Д.М. вспоминал о нём так: «Душой и организатором строительства института силами студентов был партком института в лице ответственного за строительство от парткома коммуниста, ректора института т. Масленникова Н.А. Ректор участвовал во всех заседаниях первого штаба, проводил огромную организационную и воспитательную работу среди студентов и членов штаба.». Также Трунов Д.М. отмечал, что у Масленникова Н.А. был не совсем обычный режим работы, который можно было охарактеризовать как "работа в две смены".
- Начальник ОКС ХАИ Чирва А.Г. вспоминает следующие слова Масленникова Н.А. «Да, сейчас трудно и студентам, и преподавателям, но закончится строительство, и студенты будут учиться в более оснащенных лабораториях, слушать лекции в просторных аудиториях, будут жить в общежитиях, а ученые ХАИ получат более высокие возможности для научных исследований». Его принципом было: «Давайте жить не сегодняшним днем, а заглянем на 20 лет вперед».
- Комиссар штаба стройки (1973-1974) Панков Владимир отмечает, что во времена ректора Масленникова Н.А., четко действовал принцип «сначала ты сделай для института, а потом институт поможет тебе реализоваться». Масленников обращался с напутственной речью, к каждому вновь созданному и заступающему на строительство отряду, со словами «Комсомольцы-добровольцы, корчагинцы!», после чего ставил задачи и объяснял, что эта стройка нужна для будущего развития института, для следующих поколений студентов.
- Выпускник ХАИ 1971 года Оленица Александр вспоминает о нём так: "Прошло 55 лет и я хорошо помню первую пару, которую у нас вел ректор института Масленников Н.А. После поздравлений с поступлением в институт он произнес следующие слова:« Вся история авиации написана кровью пилотов и пассажиров по разным причинам, иногда просто по разгильдяйству. Поэтому когда станете авиационными инженерами, строго выполняйте свои служебные обязанности и требуйте от своих подчиненных такого же отношения к работе»".
- Коллеги и сотрудники вспоминают о нем так: «За какое бы дело не брался Масленников Н.А. его отличало бескорыстность, ответственность, инициативность, способность мгновенно решать любой сложности вопросы, вера в победу и умение этой верой зажечь всех коллег и студентов». Некоторые отмечают его требовательность в работе, но также отмечают и то, что он был требователен в первую очередь к самому себе. Часто, начинал и заканчивал свой рабочий день, полным обходом территории и корпусов института. Также многие отмечают его аскетизм, что при таких объёмах строительства и доступа к финансам и ресурсам, он совершенно ничем из этого не пользовался, а проживал в коммунальной квартире с соседями и без особого ремонта, имея лишь самое необходимое. Те кто сталкивался с Масленниковым Н.А. подтверждают истинность слов нанесенных на мемориальной доске у главного корпуса университета, а именно:«Людина кришталевої чесності, порядності, взірець для багатьох поколінь. Енергійний керівник, який зробив неоціненний внесок у розбудову і розвиток інституту, що сприяло зростанню авторитету ХАІ.»

## Память
- Мемориальная доска с барельефом ректору ХАИ (1962-1976) Масленникову Н.А. на главном корпусе университета (установлена в 2018 году)[14][15][16].
- Биобиблиографический сборник. Ректор Масленников Николай Арсениевич [1].

- Посвящение Масленникову Н. А. (песня)
- Фрагмент из стихотворения посвященного Масленникову Н.А.

Машина времени спешит
И в XXI веке,
И карту памяти хранит
Об этом человеке.